# Луций Юлий Вописк Юл (трибун 401 пр.н.е.)
Вижте пояснителната страница за други личности с името Луций Юлий Вописк Юл.
Луций Юлий Вописк Юл (на латински: Lucius Iulius Vopiscus Iullus) e римски политик.
Произлиза от клон Юлий Юл на род Юлии. Син е на Луций Юлий Вописк Юл (трибун 403 пр.н.е.), внук на Луций Юлий Юл (консул 430 пр.н.е.), правнук на Вописк Юлий Юл (консул 473 пр.н.е.) и праправнук на Гай Юлий Юл (консул 489 пр.н.е.).
Луций е избран за военен трибун през 401 пр.н.е. Негови колеги са Луций Валерий Поцит, Гней Корнелий Кос, Марк Фурий Камил, Кезо Фабий Амбуст и Марк Емилий Мамерк.
Неговият син Луций Юлий Вописки Юл e консулски военен трибун през 397, 388 и 379 пр.н.е.